# Werfen
Werfen est une commune autrichienne du district de Sankt Johann im Pongau dans l'État de Salzbourg. Elle est bien connue pour la grotte d'Eisriesenwelt et le château de Hohenwerfen.

## Géographie
Le territoire communal s'étend dans la vallée de la Salzach, à environ 40 km au sud de Salzbourg. Le village est entouré par les Alpes de Berchtesgaden (le chaînon du Hochkönigstock) et le massif de Tennen. L'autoroute A10 qui relie Salzbourg à Villach suit parallèlement la rivière.
La région de Werfen est convoitée comme décor de cinéma, pour des films tels que La Mélodie du bonheur (1965) ou Quand les aigles attaquent (1968).

## Histoire

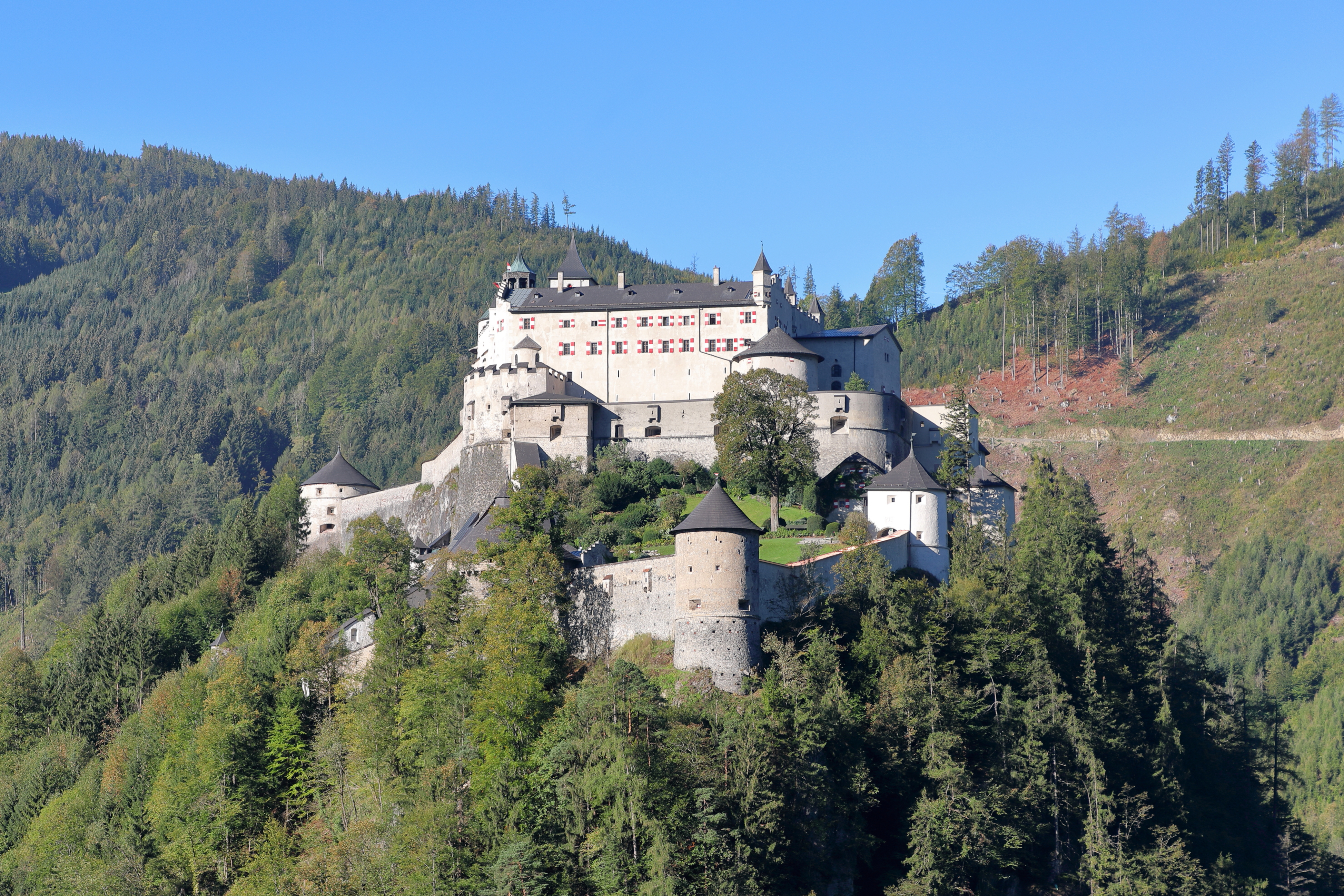
Le château de Hohenwerfen.

La vallée de la Salzach est depuis des siècles un important axe de communication à travers les Alpes. Le lieu de Werven (d'après moyen haut allemand : werve, « tourbillon ») est apparu pour la première fois vers l'an 1140; la première église paroissiale (Pfarrwerfen), dédiée à saint Cyriaque, est évoquée dans un acte de 1074. Les domains faisaient partie de l'archevêché de Salzbourg, les archevêques firent édifier le château de Hohenwerfen entre 1075 et 1078 pendant la querelle des Investitures avec le roi Henri IV. Werfen obtint le droit de tenir marché en 1425.

## Personnalités
- Ferdinand Sauter (1804-1854), écrivain et poète.